# 法明代爾 (伊利諾伊州)
法明代爾（英語：Farmingdale）是位於美國伊利諾伊州桑加蒙縣的一個非建制地區。該地的面積和人口皆未知。

## 地理
法明代爾的座標為39°49′22″N 89°48′22″W / 39.82278°N 89.80611°W，而該地的平均海拔高度為177米（即658英尺）。